# Парун, Онни
Онни Парун (англ. Onny Parun; род. 15 апреля 1947, Веллингтон) — новозеландский теннисист и теннисный тренер. Победитель Открытого чемпионата Франции (1974) в мужском парном разряде, финалист Открытого чемпионата Австралии (1973) в одиночном разряде, шестикратный чемпион Новой Зеландии в одиночном разряде. Кавалер ордена Британской империи (1982), член Спортивного зала славы Новой Зеландии.

## Биография
Онни Парун начал выступления в теннисных турнирах в 1966 году. Он был одним из двух наиболее перспективных новозеландских теннисистов этого периода; хотя более серьёзные ожидания в Новой Зеландии возлагались на Брайана Фэрли, Паруну удалось достичь более значительных успехов. Он, в частности, шесть раз становился чемпионом Новой Зеландии в одиночном разряде, специально возвращаясь из-за границы, чтобы принять участие в национальном первенстве; ему также трижды удавалось выиграть международный турнир в Окленде, известный как Открытый чемпионат Новой Зеландии. С 1967 по 1982 год Парун выступал за сборную Новой Зеландии в Кубке Дэвиса, проведя 62 игры в 25 матчах. Этот результат оставался рекордом сборной Новой Зеландии вплоть до 2016 года. Среди выступлений Паруна за сборную был матч Кубка Дэвиса 1975 года, в котором он участвовал несмотря на угрозу штрафа или даже дисквалификации со стороны Ассоциации теннисистов-профессионалов, ожидавшей от него выступления в эти же дни в индивидуальном турнире в Нидерландах.
Успешно Парун выступал и за пределами Новой Зеландии. В период с 1971 по 1975 год он побывал как минимум в четвертьфинале каждого из турниров Большого шлема, а на Открытом чемпионате Австралии 1973 года дошёл до финала после побед над пятой и четвёртой ракетками турнира (соответственно Джефф Мастерс и Александр Метревели). В финале новозеландец сумел взять один сет у посеянного под вторым номером Джона Ньюкомба, проиграв со счётом 3-6, 7-6, 5-7, 1-6. Парун стал первым новозеландцем в одиночном финале турнира Большого шлема в Открытую эру — результат, который среди его соотечественников удалось повторить только Крису Льюису десять лет спустя.
Одной из самых запоминающихся своих побед в одиночном разряде Парун называет выигрыш в 1974 году на турнире в Сан-Франциско у Джимми Коннорса, занимавшего на тот момент первую строчку в рейтинге Ассоциации теннисистов-профессионалов (АТР). По итогам этого сезона новозеландский теннисист получил право на выступление в турнире Мастерс — итоговом турнире, куда допускались лучшие 8 игроков профессионального тура Гран-при. В марте 1975 года Парун достиг в рейтинге АТР 19-й позиции. Его главным успехом в парном разряде стала победа, также в 1974 году, на Открытом чемпионате Франции, где его партнёром был австралиец Дик Крили; по ходу турнира они обыграли обе первых посеянных пары — Илие Настасе/Хуан Хисберт и Боб Лутц/Стэн Смит, а также шестую пару турнира Бьорн Борг/Александр Метревели. Следующим новозеландцем, одержавшим победу на турнире Большого шлема в любом разряде, стал Майкл Винус, выигравший этот же турнир в 2017 году.
По окончании игровой карьеры Парун работал теннисным тренером в Великобритании и Новой Зеландии, однако конфликт с национальной теннисной ассоциацией не позволил ему утвердиться в роли тренера молодёжных сборных. С 1998 года Парун стал регулярным игроком на Нью-Йоркской фондовой бирже, совершая сделки через Интернет. Он был женат дважды: первая жена была уроженкой Чехии, вторая — почтовым работником из Окленда. По словам самого Паруна, они прожили вместе 12 лет, в том числе в Лондоне, поженились после 11 лет совместной жизни и развелись через полгода. У Онни Паруна двое сыновей — Том, преподаватель Международной школы в Пекине, и Филлип, спортивный агент в Праге.
В 1982 году Парун был произведён в кавалеры ордена Британской империи «за вклад в теннис». Он также является членом Спортивного зала славы Новой Зеландии.

## Финалы турниров Гран-При, WCT и Большого шлема за карьеру

### Одиночный разряд (5-7)
| Результат | №  | Дата             | Турнир                                    | Покрытие | Соперник в финале | Счёт в финале           |
| --------- | -- | ---------------- | ----------------------------------------- | -------- | ----------------- | ----------------------- |
| Поражение | 1. | 25 декабря 1972  | Открытый чемпионат Австралии, Мельбурн    | Трава    | Джон Ньюкомб      | 3-6, 7-6, 5-7, 1-6      |
| Поражение | 2. | 17 сентября 1973 | Аптос, Калифорния, США                    | Хард     | Джефф Остин       | 6-7, 4-6                |
| Поражение | 3. | 14 января 1974   | Открытый чемпионат Новой Зеландии, Окленд | Хард     | Бьорн Борг        | 4-6 3-6, 1-6            |
| Поражение | 4. | 22 июля 1974     | Открытый чемпионат Австрии, Кицбюэль      | Грунт    | Балаж Тароци      | 1-6, 4-6, 4-6           |
| Победа    | 1. | 4 ноября 1974    | Джакарта, Индонезия                       | Хард     | Ким Уорик         | 6-3, 6-3, 6-4           |
| Победа    | 2. | 18 ноября 1974   | Бомбей, Индия                             | Грунт    | Тони Роч          | 6-3, 6-3, 7-6           |
| Поражение | 5. | 9 декабря 1974   | Аделаида, Австралия                       | Трава    | Бьорн Борг        | 4-6, 4-6, 6-3, 2-6      |
| Победа    | 3. | 13 января 1975   | Открытый чемпионат Новой Зеландии         | Трава    | Брайан Фэрли      | 4-6, 6-4, 6-4, 6-7, 6-4 |
| Победа    | 4. | 29 декабря 1975  | Открытый чемпионат Новой Зеландии (2)     | Трава    | Брайан Фэрли      | 6-2, 6-3, 4-6, 6-3      |
| Поражение | 6. | 15 марта 1976    | Вашингтон, США                            | Ковёр(i) | Гарольд Соломон   | 3-6, 1-6                |
| Победа    | 5. | 5 апреля 1976    | Открытый чемпионат ЮАР, Йоханнесбург      | Хард     | Клифф Дрисдейл    | 7-6, 6-3                |
| Поражение | 7. | 9 января 1978    | Открытый чемпионат Новой Зеландии         | Трава    | Элиот Телчер      | 3-6, 5-7, 1-6           |

### Парный разряд (2-5)
| Результат | №  | Дата             | Турнир                                    | Покрытие | Партнёр         | Соперники в финале               | Счёт в финале           |
| --------- | -- | ---------------- | ----------------------------------------- | -------- | --------------- | -------------------------------- | ----------------------- |
| Поражение | 1. | 17 сентября 1973 | Аптос, Калифорния, США                    | Хард     | Реймонд Мур     | Фред Макнейр Джефф Остин         | 2-6, 1-6                |
| Поражение | 2. | 1 апреля 1974    | Палм-Дезерт, Калифорния, США              | Хард     | Райан Мур       | Владимир Зедник Ян Кодеш         | 4-6, 4-6                |
| Победа    | 1. | 8 апреля 1974    | Токио, Япония                             | Хард     | Реймонд Мур     | Роджер Тейлор Хуан Хисберт       | 4-6, 6-2, 6-4           |
| Победа    | 2. | 3 июня 1974      | Открытый чемпионат Франции, Париж         | Грунт    | Дик Крили       | Боб Лутц Стэн Смит               | 6-3, 6-2, 3-6, 5-7, 6-1 |
| Поражение | 3. | 18 ноября 1974   | Бомбей, Индия                             | Грунт    | Дик Крили       | Ананд Амритрадж Виджай Амритрадж | 4-6, 6-7                |
| Поражение | 4. | 13 января 1975   | Открытый чемпионат Новой Зеландии, Окленд | Трава    | Брайан Фэрли    | Боб Кармайкл Рэй Раффлз          | 6-7 — отказ             |
| Поражение | 5. | 12 июня 1978     | Брюссель, Бельгия                         | Грунт    | Владимир Зедник | Антонио Зугарелли Жан-Луи Хайе   | 3-6, 6-4, 5-7           |